# Oscar Agonil
Oscar Agonil (nacido en Colonia Elía el 12 de octubre de 1956) es un exfutbolista argentino. Jugó la mayor parte de su carrera como marcador de punta y como mediocampista por el sector derecho y fue campeón de Primera División de Argentina con Rosario Central y Ferro Carril Oeste, donde con 301 partidos disputados es el futbolistas que mayor cantidad de partidos disputó en ese puesto en la historia de club.

## Carrera
Agonil debutó en Primera División el 14 de agosto de 1975, en cotejo válido por la 37.ª fecha del Metropolitano, en el que Rosario Central venció como visitante a Racing Club por 10-0, en una jornada en la que los equipos presentaron juveniles debido a una huelga de los profesionales. Ese día Oscar Agonil jugó como puntero derecho y marcó 3 goles. 
El jugador se desempeñó en dicho puesto los primeros tiempos de su carrera; eventualmente se fue retrasando en el campo de juego, siempre por el costado derecho. Con el inicio de un nuevo período de Carlos Timoteo Griguol como entrenador de Central comenzó a jugar como marcador de punta.
En 1979, tras la salida de Timoteo, Agonil perdió lugares en la consideración del nuevo entrenador Ángel Tulio Zof, por lo que fue cedido a préstamo a Kimberley de Mar del Plata para disputar el Nacional; a dicho club había arribado el mismo Griguol. Sin embargo, en el cuadro marplatense se desempeñó mayormente como delantero. Le marcó un gol a River Plate en el triunfo histórico de su equipo por 2-1, cotejo disputado el 9 de septiembre de 1979.
Retornó a Rosario Central en 1980, donde si bien no logró afirmarse como titular, realizó un importante aporte a la campaña de campeón del cuadro rosarino, que se consagró en el Nacional. Agonil marcó el cuarto gol de Central en la victoria 5-1 en el partido de ida de la final del torneo ante Racing de Córdoba, diferencia que le permitió obtener el título tras caer 2-0 en Córdoba el 21 de diciembre.
Dejó el club de Barrio Arroyito a fines de 1981, tras haber vestido la casaca auriazul 105 partidos y habiendo marcado 12 goles.
Tras disputar el Nacional 1982 para Gimnasia y Esgrima de Jujuy, Agonil firmó con Ferro Carril Oeste. a pedido de Carlos Griguol, reforzando de esta forma al equipo campeón del reciente Nacional. En Oeste se afirmó como titular jugando como marcador de punta, logrando consagrarse campeón del Nacional 1984. Jugó en Caballito hasta 1991, acumulando 10 goles en su haber, incluyendo uno a Vélez en el Clásico de Oeste.

## Clubes
| Club                        | País      | Año       |
| --------------------------- | --------- | --------- |
| Rosario Central             | Argentina | 1975-1978 |
| Kimberley                   | Argentina | 1979      |
| Rosario Central             | Argentina | 1980-1981 |
| Gimnasia y Esgrima de Jujuy | Argentina | 1982      |
| Ferro Carril Oeste          | Argentina | 1982-1991 |

## Palmarés
| Título           | Equipo                | País      | Año    |
| ---------------- | --------------------- | --------- | ------ |
| Primera División | C. A. Rosario Central | Argentina | N-1980 |
| Primera División | Ferro Carril Oeste    | Argentina | N-1984 |